# Milt Jackson
Milt Jackson (Detroit, Michigan, 1923.  január 1. – New York, 1999. október 9.) amerikai vibrafonos, dzsesszzenész, a Modern Jazz Quartet egyik tagja volt.

## Pályafutása
Tizenhat éves korában már profi vibrafonosként dolgozott. Dizzy Gillespie 1945-ben hívta meg zenekarába. Később koncertezett és lemezfelvételeket készített többek között Thelonious Monkkal.
Abszolút hallása volt.
Hétéves korában elsajátította a gitárjátékot. Tizenegy éves korától zongorázni tanult. Középiskolás korában már játszott dobokon, üstdobon, hegedűn és xilofonon is, amellett énekelt egy gospel együttesben. Tizenhat éves korában zeneiskolába került, ahol elsajátította a vibrafonozást is. Ez lett az igazi hangszere.
1954-ben a már három éve létező Milt Jackson Quartet új neve Modern Jazz Quartet lett, ami aztán a kor egyik legnépszerűbb együttesévé vált.

## Lemezei
- Milt Jackson Quartet (1954)
- Opus De Jazz (1955)
- Jackson's Ville (1956)
- The Jazz Skyline (1957)
- Bluesology (1957)
- Plenty, Plenty Soul (1957)
- Ballads & Blues (1958)
- Bags And Trane (1959, John Coltrane-nel)
- Bags Meets Wes (1961)
- Soul Meeting (1964, Ray Charles-szal)
- Vibrations (1964)
- Olinga (1974)
- Milt Jackson Big 4 (1975)
- Night Mist (1980)
- Bebop (1988)
- Milt Jackson (1987)